# Tour Entrepose
La tour Entrepose est une tour de bureaux de La Courneuve (Seine-Saint-Denis) dans la proche banlieue nord de Paris), à proximité de la future station de métro des Six Routes.

## Historique
La tour Entrepose porte le nom d'une entreprise spécialisée dans les  échafaudages, mobilisée notamment sur les chantiers des Jeux olympiques de Grenoble en 1968 et du boulevard périphérique de Paris, qui y installe son  siège  social à la fin des années 1970, dans une période où les tours, telle la tour Pleyel à Saint-Denis, se multiplient en France.
Après la construction de la résidence du Parc en 1974-1975, la tour Entrepose TP voit le jour en 1979 (1972 selon d'autres sources). Aussi appelée  « Les  bureaux  du  parc », la tour, qui accueille alors plusieurs centaines de salariés, est  une copropriété avec trois autres entreprises et compte 8 453 m2 de planchers sur 21 étages. En 1985,  deux  nouveaux  permis de construire sont déposés pour construire un restaurant d’entreprise et des archives.
Entrepose fusionne en 1982 avec GTM, avant d'entrer dans le giron du groupe Vinci en 2000. L'immeuble a été racheté en 2004 par une société civile immobilière (SCI) mais rapidement abandonnée puis squattée. Sa dernière évacuation remonte au mois d'août 2017, avant qu'il ne soit muré et ses vitrages enlevés. Par la suite, la tour est l'objet  de mystérieux tags et de sauts en base-jump,. 
La Ville de La Courneuve lance en 2021 une procédure d'abandon manifeste et non-réalisation de travaux de sécurité prescrits sur laquelle le Conseil municipal doit délibérer fin 2023 avec le souhait de la collectivité d'obtenir la propriété de la tour en 2024, qu'elle souhaite voir reconvertie en une autre vocation que des bureaux.